# 辉发
辉发（转写：Hoifa）是女真的氏族部落之一，因世居于辉发河畔（今吉林省通化市辉南县）而得名。

## 历史
明朝后期，辉发属于海西四部之一，原姓益克得里氏，后来改姓纳喇氏。初代贝勒王机褚在扈尔奇山凭险筑城。他们依仗辉发山城之坚固，曾经一度称雄于海西女真诸部。辉发与后来崛起的建州女真努尔哈赤势力屡有摩擦。古勒山之战中，辉发是九部联军的主力之一。但惨败后一蹶不振。最终，1607年，辉发被建州女真吞并，末代贝勒拜音达里兵败被杀。

## 名字由来
“辉发”本是契丹语“往来无禁”的意思，在《辽史》里写作“回霸”，在明、清著作里写作“回跋”。
根据《辽史》记载，辽灭掉渤海国后，不许粟末靺鞨*(渤海人)离开世居地、不许相互往来，目的是防止他们造反。而住在现在辉发河流域、与渤海人关系较远的部落则宽待得多，没有上述限制，可以部落间自由往来，因此他们被称作“往来无禁”的部落。这便是“辉发”部落名称的由来。

## 遗址
现今在吉林省通化市辉南县里还可以见到辉发古城的遗址。

## 参看
- 海西女真
- 辉发河